# Grand Prix automobile de Singapour 2019
GP précédent GP suivant
Le Grand Prix automobile de Singapour 2019 (Formula 1 Singapore Airlines Singapore Grand Prix 2019) disputé le 22 septembre 2019 sur le circuit urbain de Singapour, est la 1012e épreuve du championnat du monde de Formule 1 courue depuis 1950. Il s'agit de la douzième édition du Grand Prix de Singapour comptant pour le championnat du monde de Formule 1 et la quinzième manche du championnat 2019.  Depuis la première édition de ce Grand Prix en 2008, les essais libres 2, les qualifications et la course ont lieu en nocturne.
À ce stade de la saison, aucun pilote ne compte autant de pole positions que Charles Leclerc qui obtient son cinquième départ en tête de l'année, le troisième consécutif. Il réalise le meilleur temps lors de son deuxième tour lancé Q3, suivi à 191 millièmes de seconde par Lewis Hamilton ; tous deux délogent Sebastian Vettel qui occupait le haut de la feuille des temps après la première tentative. Ce dernier est accompagné en deuxième ligne par Max Verstappen, distancé de six dixièmes de seconde par Leclerc, et plus rapide que Valtteri Bottas repoussé en troisième ligne, devant Alexander Albon. Alors qu'il devait partir en quatrième ligne avec le huitième temps, derrière Carlos Sainz Jr., Daniel Ricciardo, est disqualifié pour dépassement de la puissance autorisée du MGU-K, le récupérateur de l'énergie du freinage, lors de la Q1 ; il doit s'élancer du fond de grille, ce qui permet à Nico Hülkenberg de prendre sa place sur la grille et à Antonio Giovinazzi de se hisser en cinquième ligne, derrière Lando Norris.
Un pilotage solide et un coup de pouce stratégique de son écurie permettent à Sebastian Vettel d'obtenir la cinquante-troisième victoire de sa carrière mais surtout sa première de l'année, après 392 jours sans succès depuis son arrivée en tête du Grand Prix de Belgique 2018. il établit par ailleurs un record de cinq victoires depuis 2011 sur le circuit de Marina Bay.  La deuxième place de Charles Leclerc permet à la Scuderia Ferrari d'obtenir le quatre-vingt-quatrième doublé de son histoire, le premier depuis le Grand Prix de Hongrie 2017. La victoire entre les deux pilotes de Maranello se joue lorsque Vettel est rappelé au stand au dix-neuvième tour (suivi de près par Verstappen), alors qu'il roule en troisième position, derrière Hamilton. Leclerc, en tête depuis le départ, regagne les stands une boucle plus tard, ce qui débouche sur un undercut parfait, le Monégasque reprenant la piste derrière son coéquipier. À la radio de bord, il manifeste son mécontentement mais promet « de ne rien faire de stupide » pour préserver une victoire de l'équipe Ferrari, ajoutant « mais je pense que ça n'est pas juste ». De son côté, Mercedes se complique la tâche en maintenant Hamilton en piste durant vingt-six tours. S'il est en tête lorsqu'il regagne la voie des stands, il a perdu tellement de temps à la fin de son relais qu'il ressort derrière Max Verstappen et les deux Ferrari. Son écurie a, par ailleurs, demandé à son coéquipier Valtteri Bottas de ralentir de trois secondes au tour afin qu'il puisse tout de même repartir devant lui. Ainsi, les deux Flèches d'Argent finissent la course en quatrième et cinquième position sans espoir de faire mieux tandis que le pilote Red Bull s'installe à la troisième place qu'il conserve jusqu'au bout.  
Lors d'une course ponctuée par trois sorties de la voiture de sécurité dans sa deuxième partie (après un accrochage entre Grosjean et Russell au trente-sixième tour, l'abandon de Pérez en piste au quarante-quatrième tour et un accident impliquant Räikkönen et Kvyat au cinquantième tour), Antonio Giovinazzi mène un Grand Prix pour la première fois de sa carrière, pendant quatre tours, avant son arrêt au stand. Alors que Vettel gère parfaitement chaque relance, la bataille pour les places d'honneur donne lieu à de nombreux dépassements dans le peloton. Alexander Albon n'est pas menacé pour la sixième place, Lando Norris passe la ligne d'arrivée en septième position et Pierre Gasly réalise plusieurs manœuvres audacieuses pour prendre les quatre points de la huitième place. Nico Hülkenberg, victime d'une crevaison et dix-huitième après sept tours, se fraye un chemin vers le neuvième rang et Giovinazzi prend le dernier point en jeu tandis que Grosjean, Sainz, Stroll et Ricciardo se battent à quatre de front dans le dernier tour pour le gain de la onzième place. Chaussé de frais en fin de course, Kevin Magnussen, dernier pilote classé, s'adjuge le meilleur tour en course, privant un des dix premiers pilotes du point bonus.
Au classement du championnat, Hamilton, avec 296 points, possède une avance de 65 points Bottas (231 points) à six courses de la fin, tandis que Leclerc revient sur Verstappen au troisième rang (200 points chacun) ; Vettel est toujours cinquième, avec 194 points. Pierre Gasly (69 points) et Carlos Sainz Jr. (58 points) restent sixième et septième devant Alexander Albon (42 points), Daniel Ricciardo (34 points) et Daniil Kvyat (33 points). Chez les constructeurs, Mercedes (527 points) devance Ferrari (394 points) et Red Bull Racing (289 points). McLaren (89 points) conserve le quatrième rang devant Renault (67 points) ; suivent Toro Rosso (55 points), Racing Point (46 points), Alfa Romeo (35 points), Haas (26 points) et Williams (1 point).

## Pneus disponibles
| Pneus pour piste sèche | Pneus pour piste sèche | Pneus pour piste sèche | Pneus pluie    | Pneus pluie |
| ---------------------- | ---------------------- | ---------------------- | -------------- | ----------- |
| Durs (Type C3)         | Médiums (Type C4)      | Tendres (Type C5)      | Intermédiaires | Pluie       |

## Essais libres

### Première séance, le vendredi de 16 h 30 à 18 h
| Pos. | Pilote           | Voiture        | Chrono         | Écart     |
| ---- | ---------------- | -------------- | -------------- | --------- |
| 1    | Max Verstappen   | Red Bull-Honda | 1 min 40 s 259 |           |
| 2    | Sebastian Vettel | Ferrari        | 1 min 40 s 426 | + 0 s 167 |
| 3    | Lewis Hamilton   | Mercedes       | 1 min 40 s 925 | + 0 s 666 |
| 4    | Valtteri Bottas  | Mercedes       | 1 min 41 s 336 | + 1 s 077 |
| 5    | Alexander Albon  | Red Bull-Honda | 1 min 41 s 467 | + 1 s 208 |
| 6    | Nico Hülkenberg  | Renault        | 1 min 41 s 812 | + 1 s 553 |

- Cette séance est notamment marquée par un accident de Valtteri Bottas, qui écrase sa Mercedes W10 dans les protections à la sortie du virage no 19, provoquant un drapeau rouge. Charles Leclerc, affecté par des problèmes de boîte de vitesse, tourne très peu et n'obtient que le dix-neuvième temps[3].

### Deuxième séance, le vendredi de 20 h 30 à 22 h
| Pos. | Pilote           | Voiture        | Chrono         | Écart     |
| ---- | ---------------- | -------------- | -------------- | --------- |
| 1    | Lewis Hamilton   | Mercedes       | 1 min 38 s 773 |           |
| 2    | Max Verstappen   | Red Bull-Honda | 1 min 38 s 957 | + 0 s 184 |
| 3    | Sebastian Vettel | Ferrari        | 1 min 38 s 591 | + 0 s 818 |
| 4    | Valtteri Bottas  | Mercedes       | 1 min 39 s 894 | + 1 s 121 |
| 5    | Alexander Albon  | Red Bull-Honda | 1 min 39 s 943 | + 1 s 170 |
| 6    | Charles Leclerc  | Ferrari        | 1 min 40 s 018 | + 1 s 245 |

### Troisième séance, le samedi de 18 h à 19 h
| Pos. | Pilote           | Voiture        | Chrono         | Écart     |
| ---- | ---------------- | -------------- | -------------- | --------- |
| 1    | Charles Leclerc  | Ferrari        | 1 min 38 s 192 |           |
| 2    | Lewis Hamilton   | Mercedes       | 1 min 38 s 399 | + 0 s 207 |
| 3    | Sebastian Vettel | Ferrari        | 1 min 38 s 811 | + 0 s 619 |
| 4    | Valtteri Bottas  | Mercedes       | 1 min 38 s 885 | + 0 s 693 |
| 5    | Alexander Albon  | Red Bull-Honda | 1 min 39 s 258 | + 1 s 066 |
| 6    | Max Verstappen   | Red Bull-Honda | 1 min 39 s 366 | + 1 s 174 |

## Séance de qualifications

### Résultats des qualifications
| Pos.                                                                                      | Pilote             | Écurie                    | Qualifications 1 | Qualifications 2 | Qualifications 3 |
| ----------------------------------------------------------------------------------------- | ------------------ | ------------------------- | ---------------- | ---------------- | ---------------- |
| 1                                                                                         | Charles Leclerc    | Ferrari                   | 1 min 38 s 014   | 1 min 36 s 650   | 1 min 36 s 217   |
| 2                                                                                         | Lewis Hamilton     | Mercedes                  | 1 min 37 s 565   | 1 min 36 s 933   | 1 min 36 s 408   |
| 3                                                                                         | Sebastian Vettel   | Ferrari                   | 1 min 38 s 374   | 1 min 36 s 720   | 1 min 36 s 437   |
| 4                                                                                         | Max Verstappen     | Red Bull-Honda            | 1 min 38 s 540   | 1 min 37 s 089   | 1 min 36 s 813   |
| 5                                                                                         | Valtteri Bottas    | Mercedes                  | 1 min 37 s 317   | 1 min 37 s 142   | 1 min 37 s 145   |
| 6                                                                                         | Alexander Albon    | Red Bull-Honda            | 1 min 39 s 106   | 1 min 37 s 865   | 1 min 37 s 411   |
| 7                                                                                         | Carlos Sainz Jr.   | McLaren-Renault           | 1 min 38 s 882   | 1 min 37 s 982   | 1 min 37 s 818   |
| 8                                                                                         | Nico Hülkenberg    | Renault                   | 1 min 39 s 001   | 1 min 38 s 580   | 1 min 38 s 264   |
| 9                                                                                         | Lando Norris       | McLaren-Renault           | 1 min 38 s 606   | 1 min 37 s 572   | 1 min 38 s 329   |
| 10                                                                                        | Sergio Pérez       | Racing Point-BWT Mercedes | 1 min 39 s 909   | 1 min 38 s 620   |                  |
| 11                                                                                        | Antonio Giovinazzi | Alfa Romeo-Ferrari        | 1 min 39 s 272   | 1 min 38 s 697   |                  |
| 12                                                                                        | Pierre Gasly       | Scuderia Toro Rosso-Honda | 1 min 39 s 085   | 1 min 38 s 699   |                  |
| 13                                                                                        | Kimi Räikkönen     | Alfa Romeo-Ferrari        | 1 min 39 s 454   | 1 min 38 s 858   |                  |
| 14                                                                                        | Kevin Magnussen    | Haas-Ferrari              | 1 min 39 s 942   | 1 min 39 s 650   |                  |
| 15                                                                                        | Daniil Kvyat       | Scuderia Toro Rosso-Honda | 1 min 39 s 957   |                  |                  |
| 16                                                                                        | Lance Stroll       | Racing Point-BWT Mercedes | 1 min 39 s 979   |                  |                  |
| 17                                                                                        | Romain Grosjean    | Haas-Ferrari              | 1 min 40 s 277   |                  |                  |
| 18                                                                                        | George Russell     | Williams-Mercedes         | 1 min 40 s 867   |                  |                  |
| 19                                                                                        | Robert Kubica      | Williams-Mercedes         | 1 min 41 s 186   |                  |                  |
| Temps minimal à réaliser pour la qualification : 1 min 44 s 129 (107 % de 1 min 37 s 317) |                    |                           |                  |                  |                  |
| Dsq.                                                                                      | Daniel Ricciardo   | Renault                   | 1 min 39 s 362   | 1 min 38 s 399   | 1 min 38 s 095   |

### Grille de départ
- Sergio Pérez, auteur du onzième temps, est pénalisé d'un recul de cinq places en raison du changement de sa boîte de vitesses après qu'il a percuté le mur à la sortie du virage no 21 à la fin d'un tour lancé durant la troisième session des essais libres ; il s'élance de la seizième place[7] ;
- Daniel Ricciardo, auteur du huitième temps, est disqualifié des qualifications en raison d'un excès de puissance du MGU-K lors de la première phase des qualifications ce qui constitue une infraction à l'article 5.2.2 du règlement. Le pilote a bénéficié d'un avantage d'une microseconde en raison d'un passage sur un vibreur qui a poussé son MGU-K un peu au delà la limite des 120 kilowatts autorisés dans son tour le plus lent. Il s'élance de la vingtième et dernière place[8],[9].

## Course

### Classement de la course
| Pos. | no | Pilote             | Écurie                    | Tours | Temps/Abandon                      | Grille | Points |
| ---- | -- | ------------------ | ------------------------- | ----- | ---------------------------------- | ------ | ------ |
| 1    | 5  | Sebastian Vettel   | Ferrari                   | 61    | 1 h 58 min 26 s 665 (156,226 km/h) | 3      | 25     |
| 2    | 16 | Charles Leclerc    | Ferrari                   | 61    | + 2 s 641                          | 1      | 18     |
| 3    | 33 | Max Verstappen     | Red Bull-Honda            | 61    | + 3 s 821                          | 4      | 15     |
| 4    | 44 | Lewis Hamilton     | Mercedes                  | 61    | + 4 s 608                          | 2      | 12     |
| 5    | 77 | Valtteri Bottas    | Mercedes                  | 61    | + 6 s 611                          | 5      | 10     |
| 6    | 23 | Alexander Albon    | Red Bull-Honda            | 61    | + 11 s 663                         | 6      | 8      |
| 7    | 4  | Lando Norris       | McLaren-Renault           | 61    | + 14 s 769                         | 10     | 6      |
| 8    | 10 | Pierre Gasly       | Toro Rosso-Honda          | 61    | + 15 s 547                         | 12     | 4      |
| 9    | 27 | Nico Hülkenberg    | Renault                   | 61    | + 16 s 718                         | 9      | 2      |
| 10   | 99 | Antonio Giovinazzi | Alfa Romeo-Ferrari        | 61    | + 27 s 855 (dont 10 s de pénalité) | 11     | 1      |
| 11   | 8  | Romain Grosjean    | Haas-Ferrari              | 61    | + 35 s 436                         | 18     |        |
| 12   | 55 | Carlos Sainz Jr.   | McLaren-Renault           | 61    | + 35 s 974                         | 7      |        |
| 13   | 18 | Lance Stroll       | Racing Point-BWT Mercedes | 61    | + 36 s 419                         | 17     |        |
| 14   | 3  | Daniel Ricciardo   | Renault                   | 61    | + 37 s 660                         | 20     |        |
| 15   | 26 | Daniil Kvyat       | Toro Rosso-Honda          | 61    | + 38 s 178                         | 12     |        |
| 16   | 88 | Robert Kubica      | Williams-Mercedes         | 61    | + 47 s 024                         | 19     |        |
| 17   | 20 | Kevin Magnussen    | Haas-Ferrari              | 61    | + 1 min 26 s 522                   | 14     |        |
| Abd. | 7  | Kimi Räikkönen     | Alfa Romeo-Ferrari        | 49    | Accrochage                         | 13     |        |
| Abd. | 11 | Sergio Pérez       | Racing Point-BWT Mercedes | 42    | Fuite d'huile                      | 16     |        |
| Abd. | 63 | George Russell     | Williams-Mercedes         | 34    | Accrochage                         | 18     |        |

### Pole position et record du tour
- Pole position :  Charles Leclerc (Ferrari) en 1 min 36 s 217 (189,434 km/h)[11].
- Meilleur tour en course :  Kevin Magnussen (Haas-Ferrari) en 1 min 42 s 301 (178,168 km/h) au cinquante-huitième tour ; comme il termine dix-septième de l'épreuve, il ne remporte pas le point bonus associé au meilleur tour en course qui reste réservé aux dix premiers du classement[12].

### Tours en tête
- Charles Leclerc (Ferrari) : 19 tours (1-19)[13]
- Lewis Hamilton (Mercedes) : 7 tours (20-26)
- Antonio Giovinazzi (Alfa Romeo-Ferrari) : 4 tours (27-30)
- Sebastian Vettel (Ferrari) : 31 tours (31-61)

## Classements généraux à l'issue de la course
| Pos. | Pilote             | Écurie                    | Points |
| ---- | ------------------ | ------------------------- | ------ |
| 1    | Lewis Hamilton     | Mercedes                  | 296    |
| 2    | Valtteri Bottas    | Mercedes                  | 231    |
| 3    | Charles Leclerc    | Ferrari                   | 200    |
| 4    | Max Verstappen     | Red Bull-Honda            | 200    |
| 5    | Sebastian Vettel   | Ferrari                   | 194    |
| 6    | Pierre Gasly       | Toro Rosso-Honda          | 69     |
| 7    | Carlos Sainz Jr.   | McLaren-Renault           | 58     |
| 8    | Alexander Albon    | Red Bull-Honda            | 42     |
| 9    | Daniel Ricciardo   | Renault                   | 34     |
| 10   | Daniil Kvyat       | Toro Rosso-Honda          | 33     |
| 11   | Nico Hülkenberg    | Renault                   | 33     |
| 12   | Lando Norris       | McLaren-Renault           | 31     |
| 13   | Kimi Räikkönen     | Alfa Romeo Racing-Ferrari | 31     |
| 14   | Sergio Pérez       | Racing Point-BWT Mercedes | 27     |
| 15   | Lance Stroll       | Racing Point-Mercedes     | 19     |
| 16   | Kevin Magnussen    | Haas-Ferrari              | 18     |
| 17   | Romain Grosjean    | Haas-Ferrari              | 8      |
| 18   | Antonio Giovinazzi | Alfa Romeo Racing-Ferrari | 4      |
| 19   | Robert Kubica      | Williams-Mercedes         | 1      |

| Pos. | Écurie                    | Points |
| ---- | ------------------------- | ------ |
| 1    | Mercedes                  | 527    |
| 2    | Ferrari                   | 394    |
| 3    | Red Bull-Honda            | 289    |
| 4    | McLaren-Renault           | 89     |
| 5    | Renault                   | 67     |
| 6    | Toro Rosso-Honda          | 55     |
| 7    | Racing Point-BWT Mercedes | 46     |
| 8    | Alfa Romeo-Ferrari        | 35     |
| 9    | Haas-Ferrari              | 26     |
| 10   | Williams-Mercedes         | 1      |

## Statistiques
Le Grand Prix de Singapour 2019 représente :
- la 5e pole position de Charles Leclerc, la troisième consécutive, toutes obtenues cette année avec Ferrari[16] ;
- la 53e et dernière victoire de sa carrière pour Sebastian Vettel, sa quatorzième pour Ferrari, sa première en 2019[17] ;
- la 5e victoire de Sebastian Vettel à Singapour, après 2011, 2012, 2013 et 2015, nouveau record[18] ;
- la 238e victoire pour Ferrari en tant que constructeur[19] ;
- le 84e doublé pour Ferrari en tant que constructeur, le premier depuis le Grand Prix de Hongrie 2017 avec la victoire de Vettel devant Kimi Räikkönen[20] ;
- la 239e victoire pour Ferrari en tant que motoriste[21].

Au cours de ce Grand Prix :
- Lewis Hamilton prend la tête d'une course pour la 142e fois ; il égale le record de Michael Schumacher[22] ;
- Pour la première fois de sa carrière en Formule 1, Antonio Giovinazzi mène un Grand Prix (durant quatre tours)[23] ;
- Comme lors de l'édition précédente, Kevin Magnussen réalise le meilleur tour en course. Son écurie Haas F1 Team n'a obtenu, depuis ses débuts, que deux meilleurs tours en course, tous deux à Singapour avec Magnussen au volant des Haas VF-18 puis Haas VF-19[24] ;
- Sebastian Vettel est élu « Pilote du jour » à l'issue d'un vote organisé sur le site officiel de la Formule[25] ;
- Mika Salo (110 Grands Prix disputés entre 1994 et 2002, deux podiums et 33 points inscrits, vainqueur de la catégorie GT2 des 24 Heures du Mans en 2008 et 2009, du championnat American Le Mans Series en 2007 et des 12 Heures de Bathurst en 2014) est nommé assistant des commissaires de course pour ce Grand Prix[26].